# Домброва-Хелмінська (гміна)
Гміна Домброва-Хелмінська (пол. Gmina Dąbrowa Chełmińska) — сільська гміна у північній Польщі. Належить до Бидґозького повіту Куявсько-Поморського воєводства.
Станом на 31 грудня 2011 у гміні проживало 7792 особи.

## Площа
Згідно з даними за 2007 рік площа гміни становила 124.62 км², у тому числі:
- орні землі: 42.00%
- ліси: 47.00%

Таким чином, площа гміни становить 8.93% площі повіту.

## Населення
Станом на 31 грудня 2011:
| Опис     | Загалом | Загалом | Чоловіки | Чоловіки | Жінки | Жінки |
| -------- | ------- | ------- | -------- | -------- | ----- | ----- |
| одиниця  | осіб    | %       | осіб     | %        | осіб  | %     |
| все      | 7792    | 100     | 3932     | 50.46    | 3860  | 49.54 |
| міське   | 0       | 100     | 0        |          | 0     |       |
| сільське | 7792    | 100     | 3932     | 50.46    | 3860  | 49.54 |

## Сусідні гміни
Гміна Домброва-Хелмінська межує з такими гмінами: Добрч, Уніслав, Злавесь-Велька.